# Witvlekworteluil
De witvlekworteluil (Euxoa lidia) is een nachtvlinder uit de familie van de uilen, de Noctuidae.

## Beschrijving
De voorvleugellengte bedraagt tussen de 15 en 18 millimeter. De grondkleur van de voorvleugels is donkerbruin. De ringvlek en niervlek zijn opvallend lichtgekleurd, net als een langwerpige vlek bij de vleugelwortel. De achtervleugel is vuilwit met een donkere zoom.

## Waardplanten
De witvlekworteluil gebruikt paardenbloem en duizendknoop als waardplanten.

## Voorkomen
De soort is bekend van Nederland, Duitsland, Denemarken en Frankrijk. In Nederland is de soort zeer zeldzaam. De soort vliegt hier in juni en juli.